# Cementerio de Montmartre
El cementerio de Montmartre (Cimetière de Montmartre en francés) es un famoso cementerio localizado en el número  20 de Avenue Rachel, en el  XVIII Distrito de París, Francia.

## Historia
Los cementerios habían sido prohibidos en París desde la clausura del Cimetière des Innocents ('Cementerio de los Inocentes') en 1786, pues presentaban peligros sanitarios. Varios cementerios nuevos sustituyeron a todos los parisienses, fuera de los recintos de la capital, a principios del siglo XIX: Montmartre en el norte, el Cimetière du Père Lachaise en el este, Cimetière de Passy en el oeste y el Cimetière du Montparnasse en el sur.
Localizado al oeste del Butte, cerca del principio de la Rue Caulaincourt en la plaza Clichy, el cementerio en el barrio de Montmartre de París se construyó debajo del nivel de las calles en el agujero de una vieja mina con su entrada por la avenida Rachel debajo de la Rue Caulaincourt. El cementerio personifica el París artístico, quijotesco, apacible, casi caprichoso que todo visitante romántico secretamente anhela[cita requerida].